# ザ・グレイト・ロックン・ロール・スウィンドル
ザ・グレイト・ロックン・ロール・スウィンドル（The Great Rock 'n' Roll Swindle）はイギリスのロックバンド、セックス・ピストルズの企画アルバム。
1979年2月26日にヴァージン・レコードよりリリースされた。
映画『ザ・グレイト・ロックンロール・スウィンドル』のサウンドトラックとして制作されたアルバム。

## 解説
このサウンドトラックを準備する際、バンドはすでに存在せず、またジョニー・ロットンはこのプロジェクトに参加することを拒否したため、アルバム内の「正式な」ピストルズのトラックは1976年10月のデモセッションによるロットンのボーカルと、1978年のジョーンズとクックによる演奏で構成されている。
製作に関してはロットンは一切関わっていない。多くの曲はバンドが解散した後に書かれた。
シドによるカバー曲、クック、ジョーンズがボーカルを取った曲（「Silly Thing」「Lonely Boy」）、フランスのストリートミュージシャン達による「Anarcy in the UK」、大列車強盗犯のロナルド・ビッグスがボーカルを取ったとされる「No One Is Innocent」、そしてピストルズの曲のディスコ風メドレーなどがある。

## 収録曲

### DISC 1
- Side 1

1. ゴッド・セイヴ・ザ・クイーン（スウィンドル交響曲） - God Save the Queen(Symphony) (4:03)
(Cook/Jones/Matlock/Rotten)
2. ジョニー・B・グッド/ロードランナー - Johnny B. Goode / Roadrunner (6:13)
(Chuck Berry)/(Jonathan Richman)
3. ピストルズ・ディスコ・メドレー
 - Black Arabs[Anarchy in the UK / God Save the Queen / Pretty Vacant / No One is Innocent(Medley)] (4:46)
(Cook/Jones/Matlock/Rotten)
4. アナーキー・イン・ザ・U.K. - Anarchy in the UK (4:03)
(Cook/Jones/Matlock/Rotten)

- Side 2

1. 恋のピンチ・ヒッター - Substitute (3:07)
(P.Townshend) ※ザ・フーのカバー
2. ノー・リップ - Don't Gimme No Lip (3:28)
(J.D.Thomas/Richards)
3. ステッピング・ストーン - (I'm Not Your) Stepping Stone
 (Boyce/Hart)
4. アナーキー・イン・ザ・U.K.（シド・イン・パリス） - "L'Anarchie Pour Le U.K. (3:25)
(Jones/Matlock/Cook/Rotten/Vicious)
5. ベルゼンの毒ガス室 PART 1 - Belsen Was A Gas (2:09)
 (Cook/Jones/Vicious/Rotten)
6. ベルゼンの毒ガス室 PART 2 - Einmal Belsen War Wirflich Bortrefflich (Belsen Vos A Gassa) (2:13)
(Jones/Cook/Rotten/Vicious)

### DISC 2
- Side 3

1. シリー・シング - Silly Thing (2:50)
(Cook/Jones)
2. マイ・ウェイ - My Way (4:04)
(Revaux/Francois/Anka) ※フランク・シナトラのカバー
3. アイ・ウォナ・ビー・ミー - I Wanna Be Me (3:03)
(Matlock/Cook/Jones/Rotten)
4. サムシング・エルス - Something Else (2:09)
(Cochran/Sheeley)
5. ロック・アラウンド・ザ・クロック - Rock Around the Clock (2:03)
(D.E.Knight/M.Freedman)
6. ロンリー・ボーイ - Lonely Boy (3:01)
(Cook/Jones)
7. ゴッド・セイヴ・ザ・セックス・ピストルズ - No One Is Innocent (3:01)
(Jones/Biggs)

- Side 4

1. カモン・エヴリバディ - C'mon Everybody (1:55)
(Capehart/Cochran) ※エディ・コクランのカバー
2. 拝啓EMI殿（オーケストラ・バージョン） - EMI(Orch.) (3:45)
(Cook/Jones/Matlock/Rotten)
3. ザ・グレイト・ロックン・ロール・スウィンドル - The Great Rock 'n' Roll Swindle (4:15)
(Temple/Cook/Jones)
4. フリッギン・イン・ザ・リッギン - Friggin' in the Riggin' (3:33)
(Traditional arranged by Jones)
5. ユー・ニード・ハンズ - You Need Hands (2:51)
(Irwin)
6. 誰がバンビを殺したか - Who Killed Bambi (3:02)
(Ten Pole Tudor/Vivienne Westwood)